# Olympijský poloostrov

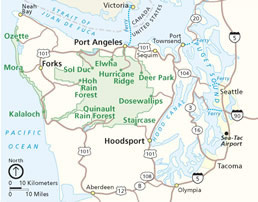
Mapa poloostrova.

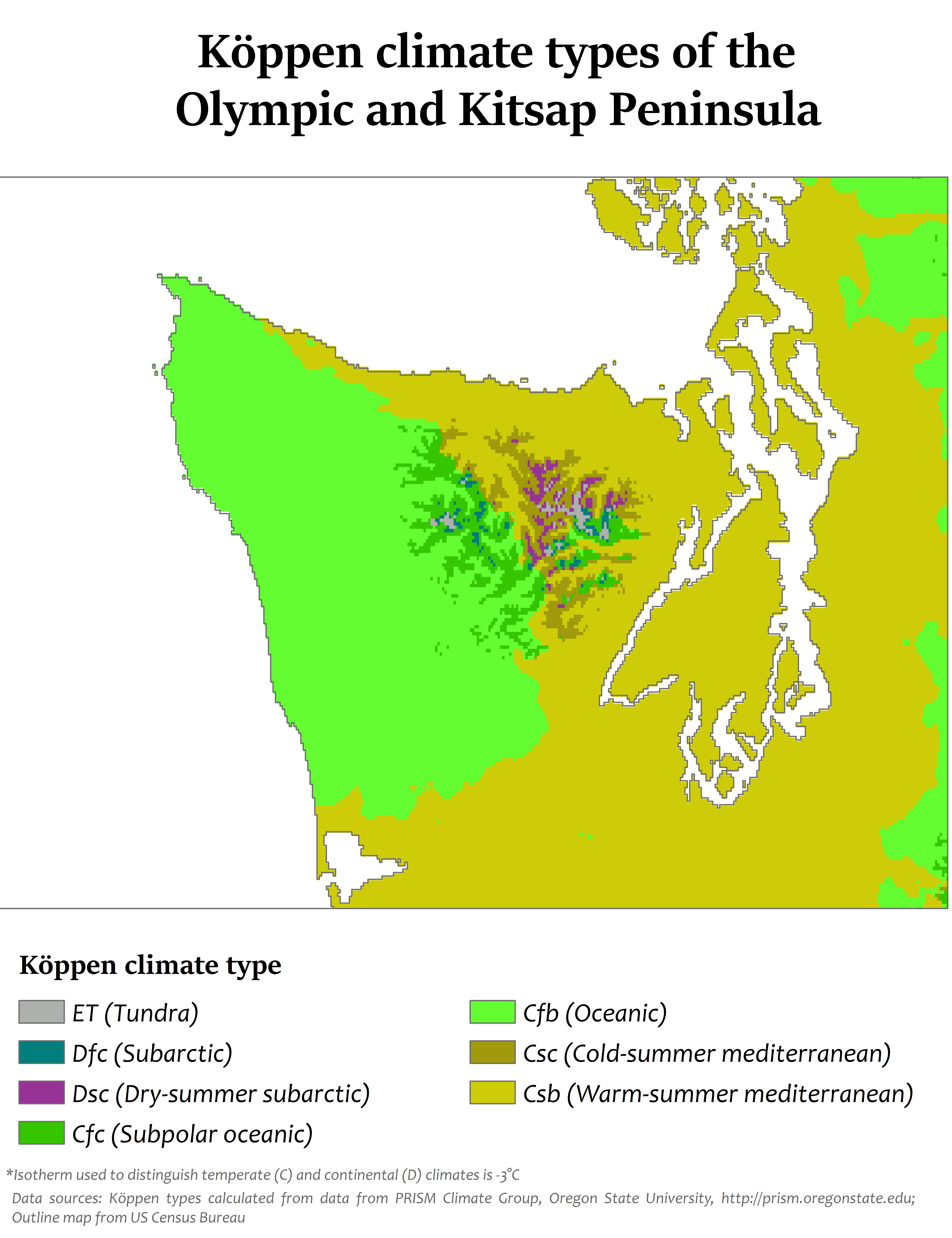
Köppen klimatické typy poloostrova.

Olympijský poloostrov je velký poloostrov v západním Washingtonu, ve Spojených státech amerických. Od města Seattle jej odděluje Pugetův záliv, který jej ohraničuje z východu. Na západě to je Tichý oceán a na severu úžina Juana de Fucy. Álavův mys, nejzápadnější bod pevninských Spojených států, a mys Flattery, který je nejseverozápadnějším bodem pevninských Spojených států, se nachází na poloostrově. Na poloostrově ležely jedny z posledních neprozkoumaných míst pevninské části USA. Většina území nebyla zmapována před prací Arthura Dodwella a Theodora Rixona, kteří v roce 1900 dokončili mapu poloostrova s topografií a zdroji dřeva.

## Geografie
Poloostrov je domovem deštných lesů mírného pásu, mezi něž patří Hohský prales a Quinaultský prales. Hustá pralesní vegetace je rozšířena především na západním pobřeží poloostrova, jelikož východ leží ve srážkovém stínu, takže zde není tak vlhké klima.
Ve středu poloostrova se nachází Olympijské pohoří, které je druhé největší ve státě. Jeho nejvyšším bodem je Mount Olympus.
Mezi nejdůležitější lososovité řeky na poloostrově patří Humptulips, Quinault, Queets, Quillayute, Bogachiel, Sol Duc, Lyre, Elwha, Dungeness, Dosewallips, Hamma Hamma, Skokomish a Wynoochee.
Mezi přírodní jezera na poloostrově patří Kitsapovo jezero, Půlměsícové jezero, Ozette, Sutherlandovo jezero, Quinaultské jezero a Příjemné jezero. Na čtyřech přehrazených řekách se vyskytují mj. vodní nádrže Aldwellovo jezero, Millsovo jezero a Cushmanovo jezero.
Také se zde kromě mnoha státních parků nachází Olympijský národní park a Olympijský národní les, ve kterém se nachází pět divočin, mezi něž patří divočina The Brothers, Buckhornská divočina, divočina plukovníka Boba, divočina Mt. Skokomish a divočina Wonder Mountain. Kousek od západního pobřeží poloostrova se nachází divočina Washingtonovy ostrovy.
Nyní probíhá další snaha chránit další divočiny na poloostrově, chránit lososovité vodní toky pod zákonem divokých a malebných řek a poskytnout národnímu parku prostředky k odkoupení další půdy od nynějších vlastníků.
Na poloostrově se nachází celé okresy Clallam, Kitsap, Jefferson, rovněž jako severní části okresů Grays Harbor a Mason. Z poloostrova vyčnívá Kitsapův poloostrov, který je od hlavní části poloostrova oddělen Hoodovým kanálem.
Z hlavního města státu Olympie vede po všech pobřežích poloostrova silnice U.S. Route 101.

## Politika
Ve Sněmovně reprezentantů poloostrov zastupuje už od roku 1977 Norman D. Dicks.

## Obce

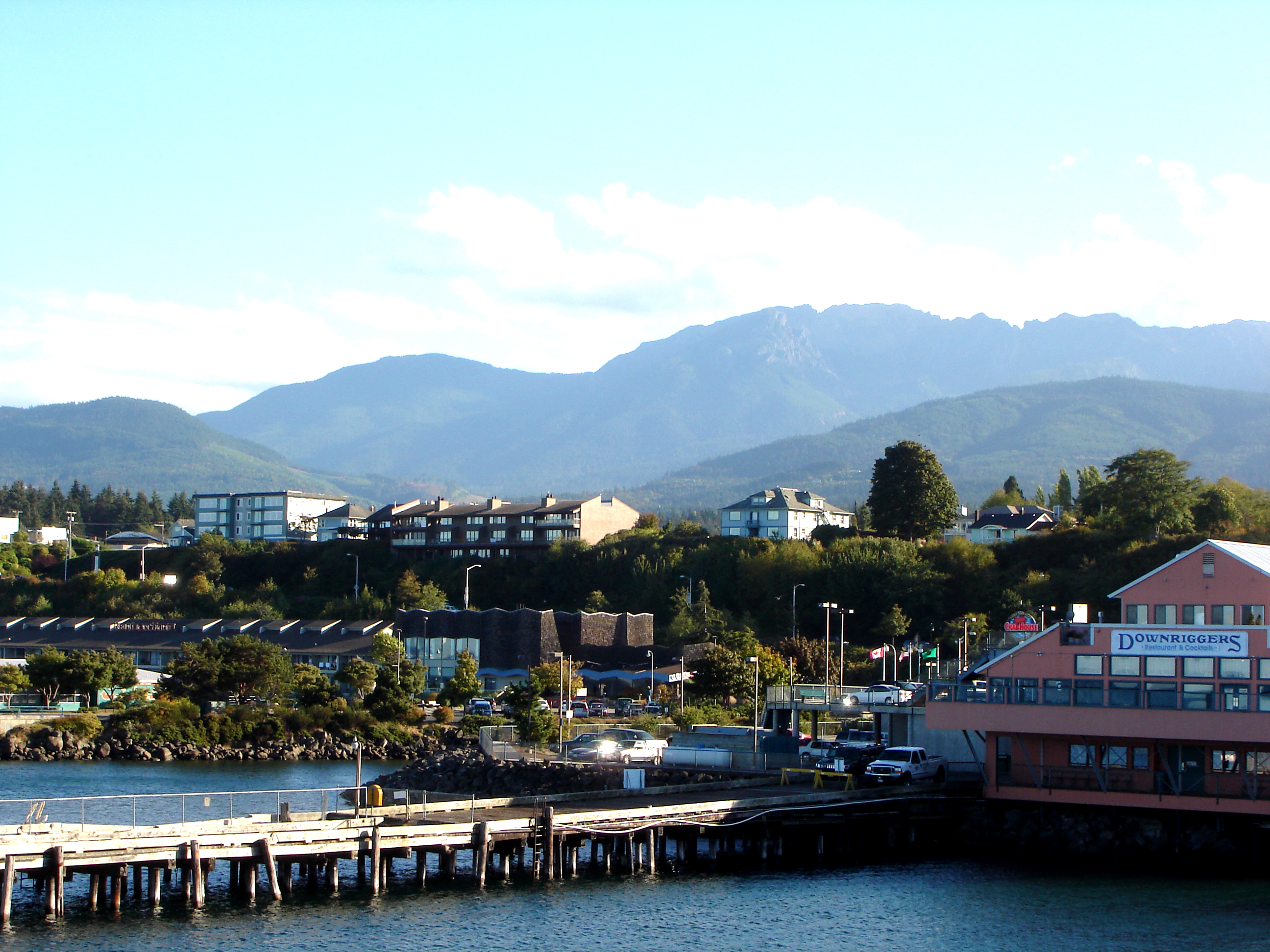
Port Angeles s Olympijským pohořím v pozadí.

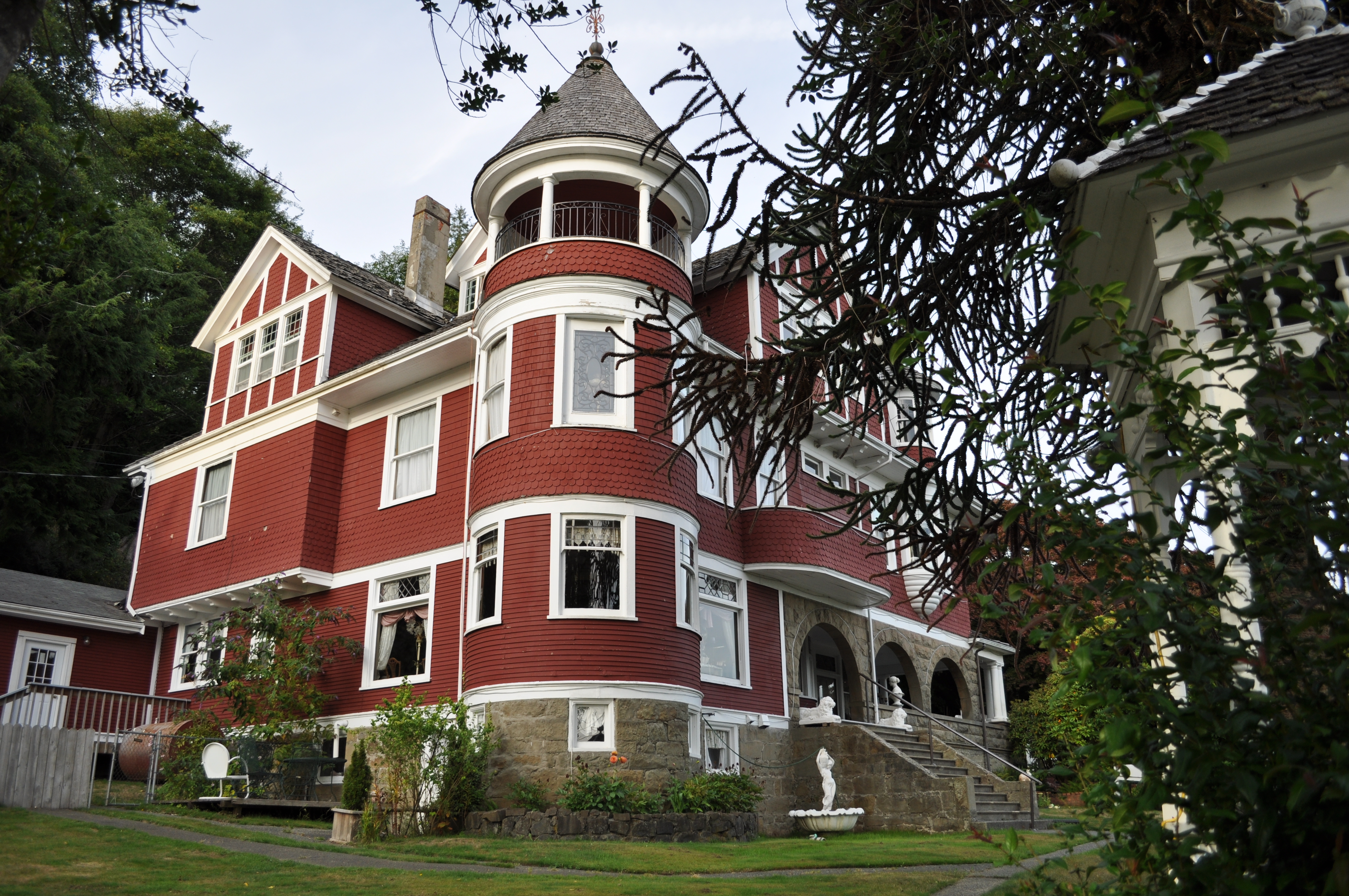
Historická vila ve městě Hoquiam, nyní sloužící jako penzion.

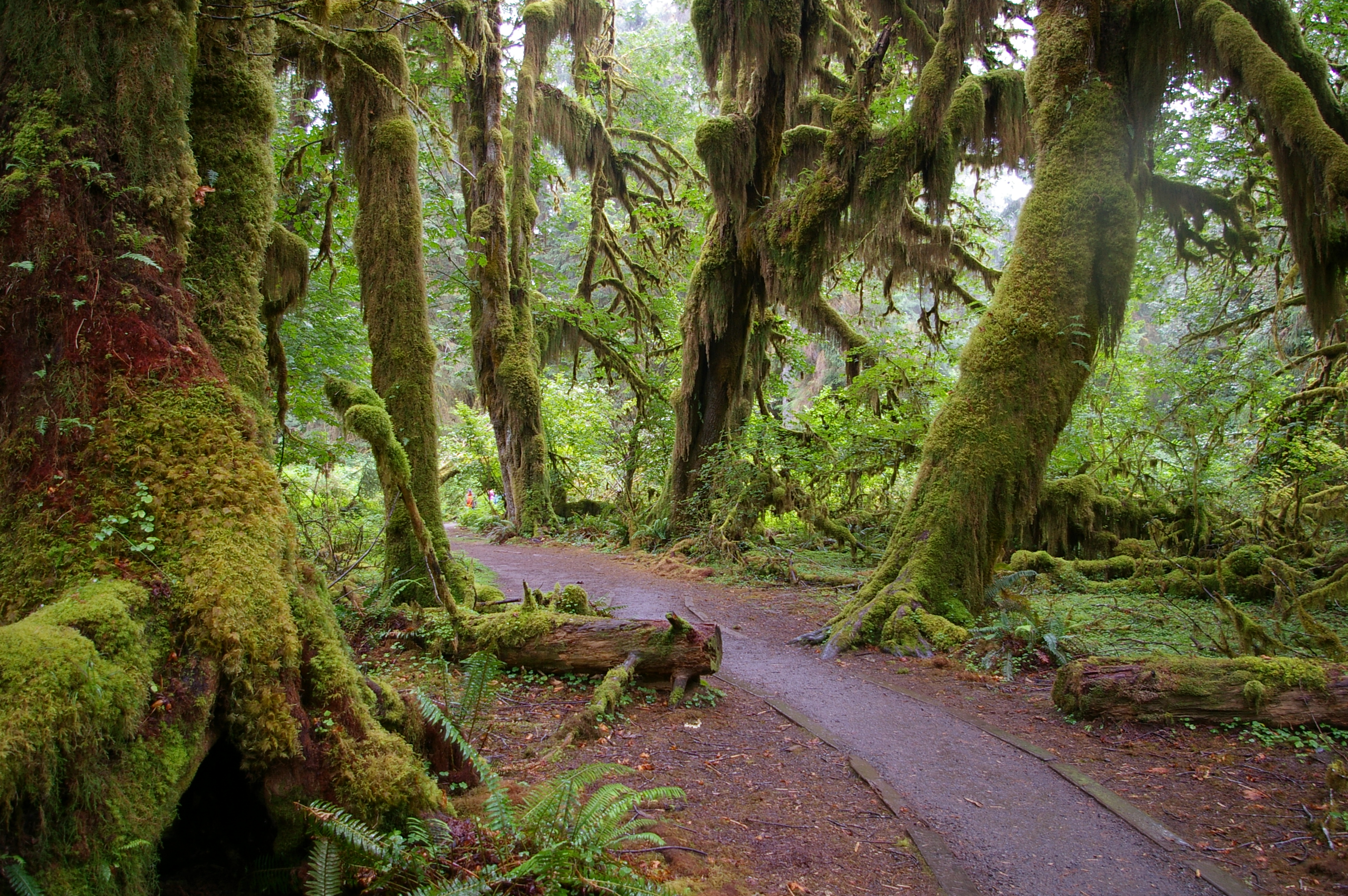
Turistická stezka v Hohském pralese nedaleko Forks.

- Bremerton
- Port Angeles
- Port Orchard
- Shelton
- Poulsbo
- Port Townsend
- Hoquiam
- Sequim
- Ocean Shores
- Forks
- Port Hadlock-Irondale
- Port Ludlow
- Brinnon
- Neah Bay
- Belfair
- Quilcene
- Humptulips
- Ocean City
- Moclips
- Quinault
- Pacific Beach
- Amanda Park
- Chimacum
- Clallam Bay
- Eldon
- Hoodsport
- Kalaloch
- La Push
- Lilliwaup
- Ozette
- Potlatch
- Sekiu
- Union